# Jaka Klobučar
Jaka Klobučar, (nacido el 19 de agosto de 1987 en Novo Mesto, Eslovenia) es un jugador de baloncesto esloveno que actualmente forma parte de la plantilla del KK Krka Novo Mesto de la 1. A slovenska košarkarska liga. Con 1.98 de estatura, su puesto natural en la cancha es el de escolta. 

## Trayectoria
- Krka Novo Mesto  (2004-2005)
- Slovan Lubiana  (2005-2008)
- KK Union Olimpija 2008-2010)
- KK Partizan de Belgrado (2010-2011)
- KK Union Olimpija (2011)
- Krka Novo Mesto (2011)
- Ostuni Basket (2011-2012)
- Krka Novo Mesto (2012-2014)
- ratiopharm Ulm (2014-2015)
- Istanbul B.B. (2015-2018)
- Galatasaray (2018-2019)
- Élan Sportif Chalonnais (2019-2021)
- Büyükçekmece Basketbol (2021)
- KK Krka Novo Mesto (2021-)